# Матвеевка (Рязанский район)
Матвеевка — деревня в Рязанском районе Рязанской области. Входит в Окское сельское поселение.

## География
Находится в центральной части Рязанской области на расстоянии приблизительно 22 км на юг-юго-восток по прямой от вокзала станции Рязань I.

## История
Деревня была отмечена еще на карте 1840 года. На карте 1850 года отмечена уже как поселение с 8 дворами. В 1859 году здесь (тогда деревня Рязанского уезда Рязанской губернии) было учтено 11 дворов, в 1897 — 22.

## Население
Численность населения: 146 человека (1859 год), 299 (1897), 13 в 2002 году (русские 100 %), 13 в 2010.